# Ian Stafford Ross Munro
Pour les articles homonymes, voir Munro (homonymie).
Ian Stafford Ross Munro, né le 4 mai 1919 à Brisbane, Australie, mort le 22 janvier 1994 est un ichtyologiste australien.